# Försvarets forskningsanstalt
L'institut de recherche de la défense (suédois : Försvarets forskningsanstalt, FOA) est une administration suédoise rattachée au ministère de la Défense. Il est créé en 1945 par fusion de trois organisations : l'institut de chimie de la défense (FKA), l'institut de physique militaire (MFI) et l'unité sonar du comité à l'invention de l'État (SUN). Il fusionne le 1er janvier 2001 avec l'institut de test des techniques aériennes (FFA) pour donner naissance à l'Agence de recherche pour la défense (FOI).

## Domaines de recherche

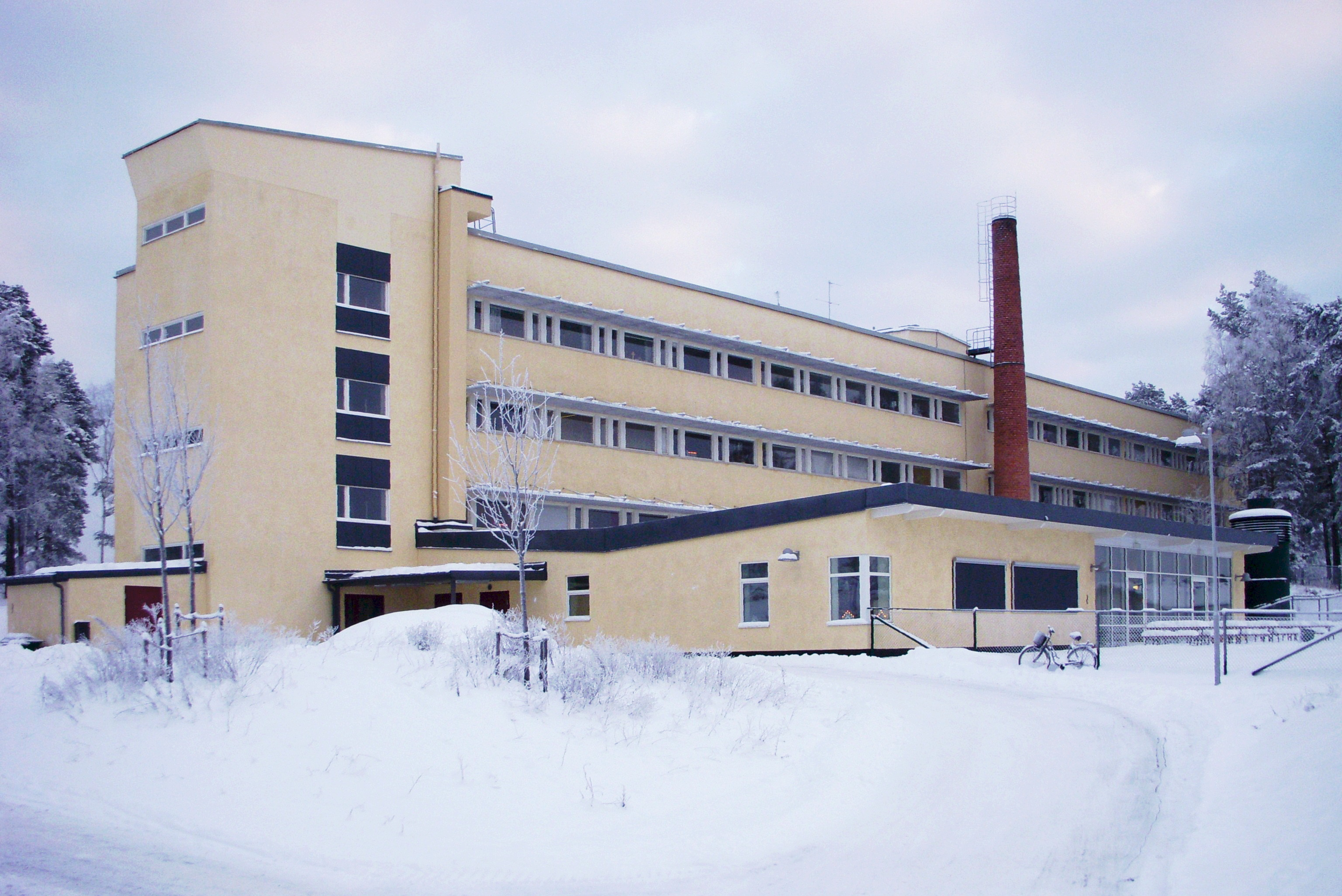
Les anciens bureaux du FOA dans le quartier d'Ursvik à Sundbyberg.

Les activités de recherche et développement du FOA concernent les domaines suivants :
- technologie sous-marine,
- armement et défense,
- défense contre les armes NBC,
- armes nucléaires,
- systèmes de commandement,
- technologie radar,
- simulation de conflit,
- analyse à fin de défense.

### Recherches sur l'arme nucléaire
Entre 1945 et 1972, de multiples recherches sont menées par le FOA dans le cadre du programme nucléaire militaire suédois, programme qui est finalement abandonné avant sa conclusion.

## Organisation

### Sites
Les activités sont réparties sur plusieurs sites en Suède, avec notamment deux établissements dans la banlieue de Stockholm, à Sundbyberg et Sorunda. Dans les années 1970, certaines activités sont délocalisées à Karlstad, Linköping et Umeå.

### Départements
Le FOA est organisé en six départements, 1 à 5 et « P », plus un secrétariat central (département « ck »). Au début, seuls sont présents les départements 1 à 3 et ck. Les départements 4 et P sont créés en 1958, et le département 5 en 1974.
| FOA 1  | Département chimie                                |
| FOA 2  | Département physique et explosifs                 |
| FOA 3  | Département radar et électronique                 |
| FOA 4  | Département physique de l'atome et arme nucléaire |
| FOA 5  | Département sciences humaines                     |
| FOA 53 | Interface homme-système                           |
| FOA 54 | Environnement du travail                          |
| FOA 55 | Sciences du comportement                          |
| FOA 56 | Interface homme-machine                           |
| FOA 58 | Médecine navale                                   |
| FOA 59 | Médecine aérienne                                 |
| FOA P  | Département d'analyse opérationnelle              |
| FOA ck | Secrétariat central                               |

### Direction
La liste des directeurs du FOA est la suivante :
- 1945–1952 : Albert Björkeson
- 1952–1957 : Hugo Larsson
- 1957–1968 : Martin Fehrm (en)
- 1968–1974 : Torsten Magnusson (en)
- 1974–1984 : Nils-Henrik Lundquist
- 1984–1985 : Lars-Erik Tammelin (en)
- 1985–1994 : Bo Rybeck (en)
- 1994–2000 : Bengt Anderberg